# Tomtemor

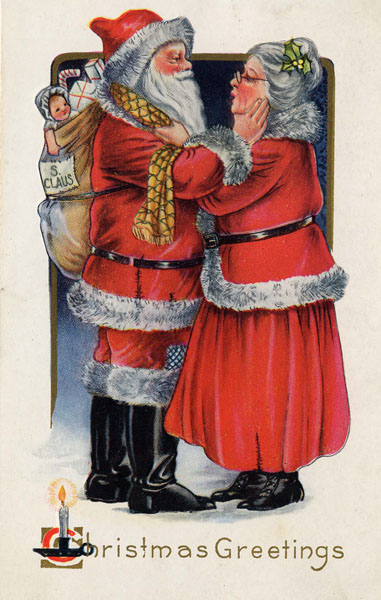
Tomtemor önskar Tomten lycklig resa, vykort från 1919.

Tomtemor är jultomtens fru. Till skillnad från sin make har tomtemor ingen motsvarighet i folklore eller mytologi. Istället skapades hon av amerikanska författare. Hon populariserades av poeten Katharine Lee Bates i hennes dikt Goody Santa Claus on a Sleigh Ride (tomtemor på slädtur) (1889). Den litterära figuren har sedan dess framträtt i berättelser, filmer, television och andra medier.

## Ursprung
Helgonet Sankt Nikolaus (ca. 280 e.Kr. – 343 e.Kr.), ärkebiskop av Myra i nuvarande Turkiet, var känd för sin givmildhet och hade rykte om sig att i hemlighet skänka gåvor, som att stoppa mynt i skor till dem som för det ändamålet lämnat sina skor utomhus. Han kallas även 'sanct Claus' och blev förebild för den nederländska 'Sinterklaas' som i USA på det tidiga 1800-talet gradvis förenades med 'Father Christmas'. I Sverige förknippade Viktor Rydberg (1828–1895) gårdstomten med den kristna högtiden, som firar Jesus födelse i novellen Lille Viggs äventyr på julafton (1871) och skapade kanske främst den kulturella grunden för vår nutida jultomte i dikten Tomten (1881). Bilden av jultomten trädde fram i konstnärinnan Jenny Nyströms (1854–1946) illustrationer av Rydbergs böcker. 
Sanct Claus porträtterades aldrig med en fru. Först när han via Sinterklaas fick sin nya skepnad i den mer sekulära 'Sancta Claus' började en hustru synas tillsammans med figuren som vi på svenska kallar jultomten.
Tomtemor omnämns första gången i novellen A Christmas Legend (1849) av James Rees, en kristen missionär i USA. Berättelsen handlar om en gammal man och kvinna som bär knyten på ryggen. På julafton erbjuds de husrum eftersom de är trötta resenärer. På juldagsmorgonen hittar husets barn ett överflöd av presenter. Det visar sig att paret inte var 'gamla tomten och hans fru', utan husvärdens för länge sedan förlorade äldsta dotter och hennes man, i förklädnader. Tomtemor omnämns år 1851 i en litteraturvetenskaplig journal där en student skriver att jultomten besökte en julfest:
| ”                        | In studsade det glada, feta och roliga gamla trollet jultomten. Hans dräkt var obeskrivligt fantastisk. Han verkar ha gjort sitt bästa och vi skulle tro att fru Tomten har hjälpt honom. | „ |
| – Yale Literary Magazine | |   |

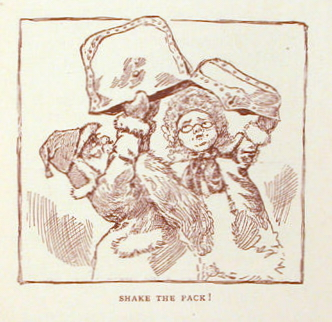
Illustration från Goody Santa Claus on a Sleigh-Ride, 1889

I en musikal år 1854 på ett statligt mentalsjukhus i Utica, New York uppträdde 'Mrs. Santa Claus' med en bäbis i sina armar, dansande till en helgsång. En hänvisning till Tomtemor gjordes i en uppsats i Harper's Magazine år 1862.
År 1889 fick tomtens fru sin mest framträdande roll hittills i Katharine Lee Bates dikt Goody Santa Claus on a Sleigh Ride (Kära tomtemor på slädtur). 'Goody' är på engelska ett kortnamn för 'Goodwife' som är en ålderlig (även skotsk) benämning för 'husmoder' eller 'kära mor'. I Bates dikt övertalar tomtemor sin motsträviga make att ta med henne på en slädtur på julens afton, som kompensation för att hon klätt deras julgran med leksaker och konfekter och för att hon tillagade deras kalkon för helgen thanksgiving och skötte om deras 'regnbågskycklingar' som la så fina påskägg. På slädturen håller tomtemor i renarnas tyglar medan tomten sköter sina sysslor och försvinner ner i skorstenar för att leverera alla julklappar. Hon ber sin make om tillåtelse att själv hoppa ner i en skorsten. Motvilligt får hon som hon vill och hon går ner i skorstenen för att laga ett fattigt barns slitna julstrumpa och fylla den med klappar. När hon är klar med sin uppgift åker herr och fru tomte hem till Nordpolen. I slutet av dikten säger tomtemor att hon är den gladaste av de glada för att hon har visat sin egen vilja.